# Don't Go (Wretch 32)
Don't Go è un brano musicale del rapper britannico Wretch 32, estratto come singolo estratto dall'album Black and White. Il brano figura il featuring del cantante Josh Kumra. Il singolo è stato pubblicato il 14 agosto 2011 ed ha debuttato alla prima posizione della classifica dei singoli più venduti nel Regno Unito.

## Tracce
Digital download EP
1. Don't Go (Radio Edit) - 3:58
2. Don't Go (DJ Fresh Remix) - 4:10
3. Don't Go (Manhattan Clique Remix) - 6:33
4. Don't Go (Sezer Uysal Goes Remix) - 6:37
5. Don't Go (Thunderskank Go Harder Remix) - 3:59
6. Don't Go (Submerse Remix) - 4:03
7. Don't Go (Manhattan Clique Edit) - 3:25
8. Don't Go (DJ Fresh Edit) - 2:43

## Classifiche
| Classifica(2011) | Posizione più alta |
| ---------------- | ------------------ |
| Irlanda          | 39                 |
| Scozia           | 2                  |
| Regno Unito      | 1                  |